# Armand Koné
Armand Koné (ur. 29 lipca 1969 w Kouto) – duchowny katolicki z Wybrzeża Kości Słoniowej, arcybiskup metropolita Korhogo od 2025.

## Życiorys
Święcenia kapłańskie otrzymał 11 października 2008 i został inkardynowany do archidiecezji Korhogo.
7 marca 2025 papież Franciszek mianował go arcybiskupem metropolitą Korhogo. Sakry udzielił mu 5 kwietnia 2025 kardynał Ignace Bessi Dogbo. Paliusz otrzymał z rąk papieża Leona XIV w dniu 29 czerwca 2025.